# 제임스 글릭

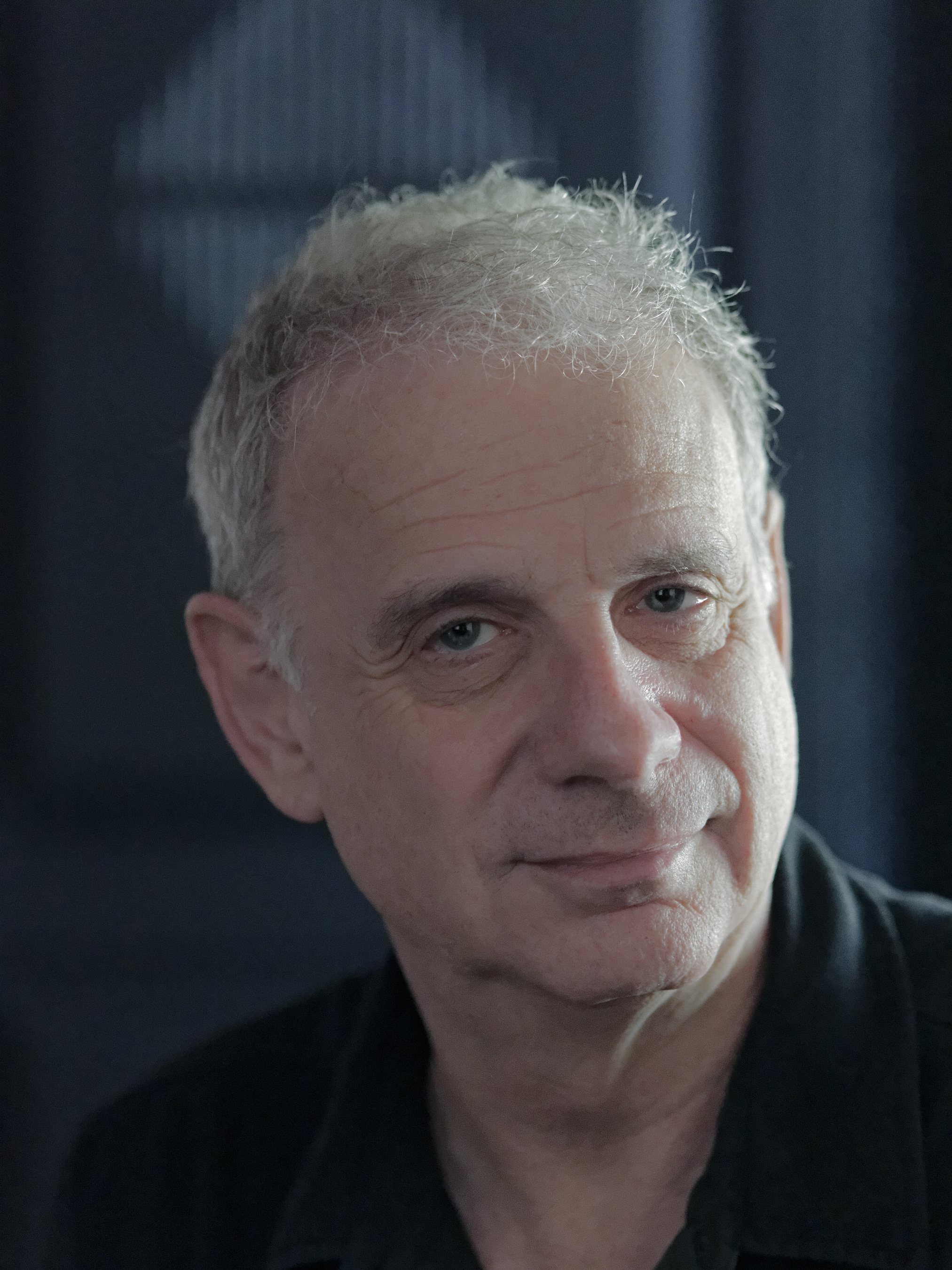

제임스 글릭(영어: James Gleick, 1954년 8월 1일 ~ )은 미국의 저술가로, 특히 근·현대과학사에 관한 대중 과학서적들을 다수 저술하였다.

## 생애
1954년 미국의 뉴욕 시에서 태어났다. 이후 하버드 대학교에서 문학, 언어학을 공부했고, 뉴욕타임스에서 10년 넘게 기자와 편집자로 일했다. 1987년 출판된 첫 저서 <카오스>를 시작으로 과학사에 대한 내용을 주로 하여 책을 쓰고 있다. 1997년 12월 20일, 뉴저지주의 웨스트 밀포드(West Milford)에서 이륙하려던 비행기가 동력을 잃어 제대로 이륙하지 못하고 땅에 부딪히는 사고가 일어났으며, 이 사고로 글릭은 중상을 입고 글릭의 당시 8세이던 아들이 사망하였다.

## 저술 활동
첫 저서인 <카오스>(Chaos: Making a New Science)는 프랙탈, 로렌츠 끌개, 망델브로 집합, 쥘리아 집합 등의 수학적 개념을 대중들에게 이해하기 쉽게 해설했다고 평가받았으며 세계적 베스트셀러가 되었다. <카오스>와 함께 <인포메이션>(The Information: A History, a Theory, a Flood)은 대중과학서적 분야의 세계적인 베스트셀러이며, 그의 저서 중 세 권의 책은 퓰리처상과 내셔널 북 어워드를 수상하기도 했다.
뉴욕타임스 매거진, 뉴요커, 슬레이트, 워싱턴포스트 등에 여러 과학자들에 대한 글을 썼고, Best American Science Writing 시리즈의 초대 편집자를 지내기도 하였다.